# Pongtep Mulalee
Pongtep Mulalee (tiếng Thái: ปองเทพ มุลาลี, sinh ngày 4 tháng 11 năm 1988) là một cầu thủ bóng đá từ Thái Lan. Hiện tại anh thi đấu cho Udon Thani ở Thai League 3.

## Danh hiệu

### Câu lạc bộ
Prachinburi
- Thai Division 2 League Vô địch (1): 2008